# Henry Hacking
Pour les articles homonymes, voir Hacking (homonymie).
Henry Hacking, né le 24 février 1754 à Blackburn (Lancashire) et mort le 21 juillet 1831 à Hobart Town, est un navigateur et explorateur britannique.

## Biographie
Fils d'Edward et Catherine Hacking, Quartier-maître du HMS Sirius (1787), il explore en 1793-1794 le centre de l'Australie et bat alors le record de ceux qui l'ont précédé mais ne parvient pas pour autant à traverser le continent.
Devenu chef des pilotes de Port Jackson en 1796, il mène une expédition sur le fleuve Hunter en mars 1899 après avoir reçu l'ordre du gouverneur John Hunter d'enquêter sur les allégations selon lesquelles des marins britanniques auraient été piégés par des aborigènes australiens à l'embouchure du Hunter au nord de la colonie. Hacking rencontre un groupe d' Awabakal du côté sud du fleuve, qui l'informe que les marins sont partis plus tôt à pied, s'efforçant de retourner à Sydney. Hacking ne les croit pas et perd patience. Il abat trois hommes Awabakal. Les marins sont arrivés plus tard à Sydney...
Hacking mène de nombreuses expéditions de chasse pour compléter les rations de viande des premiers colons australiens. Il fait partie du groupe qui retrouve le bétail perdu du gouvernement à Cowpastures en 1795. Il est condamné à être transporté à l'île Norfolk en octobre 1799 pour parjure, mais est gracié.
En 1800 et 1801, il pilote le Porpoise à destination et en provenance de Port Jackson. En 1802, il est nommé second du Lady Nelson. Cette même année, il tire sur Pemulwuy, un combattant de la résistance aborigène et sur un homme Bediagal qui avait tué et harcelé des colons et qui depuis 1790 était recherché et les tue.
Toujours en 1802, il tire et blesse Ann Holmes, son ancienne maîtresse, crime pour lequel il est condamné à mort et gracié en 1803. Il est aussi reconnu coupable d'avoir volé des magasins navals à l' enquêteur et est de nouveau condamné à mort, puis gracié à condition d'accepter d'être exilé en Terre de Van Diemen.
Nommé barreur du lieutenant-gouverneur d'Hobart, il y devient en juillet 1806 pilote et y finit sa vie.

## Hommages
L'estuaire de Port Hacking ainsi que la ville ont été nommés en son honneur.
Jules Verne le cite de manière erronée dans son roman Les Enfants du capitaine Grant (partie 2, chapitre IV) en écrivant « Hawkins ».